# Mivacurium
Le mivacurium est un curare non-dépolarisant de la famille des benzylisoquinolines, commercialisé sous forme de chlorure de mivacurium (Mivacron). Il est couramment utilisé comme myorelaxant en anesthésie générale et en réanimation.
Le mivacurium se distingue des autres curares non-dépolarisants par deux particularités pharmacologiques : sa courte durée d'action (15 minutes environ) et son métabolisme, sous la dépendance des pseudocholinestérases plasmatiques.